# Maria Roszkowska-Blaim

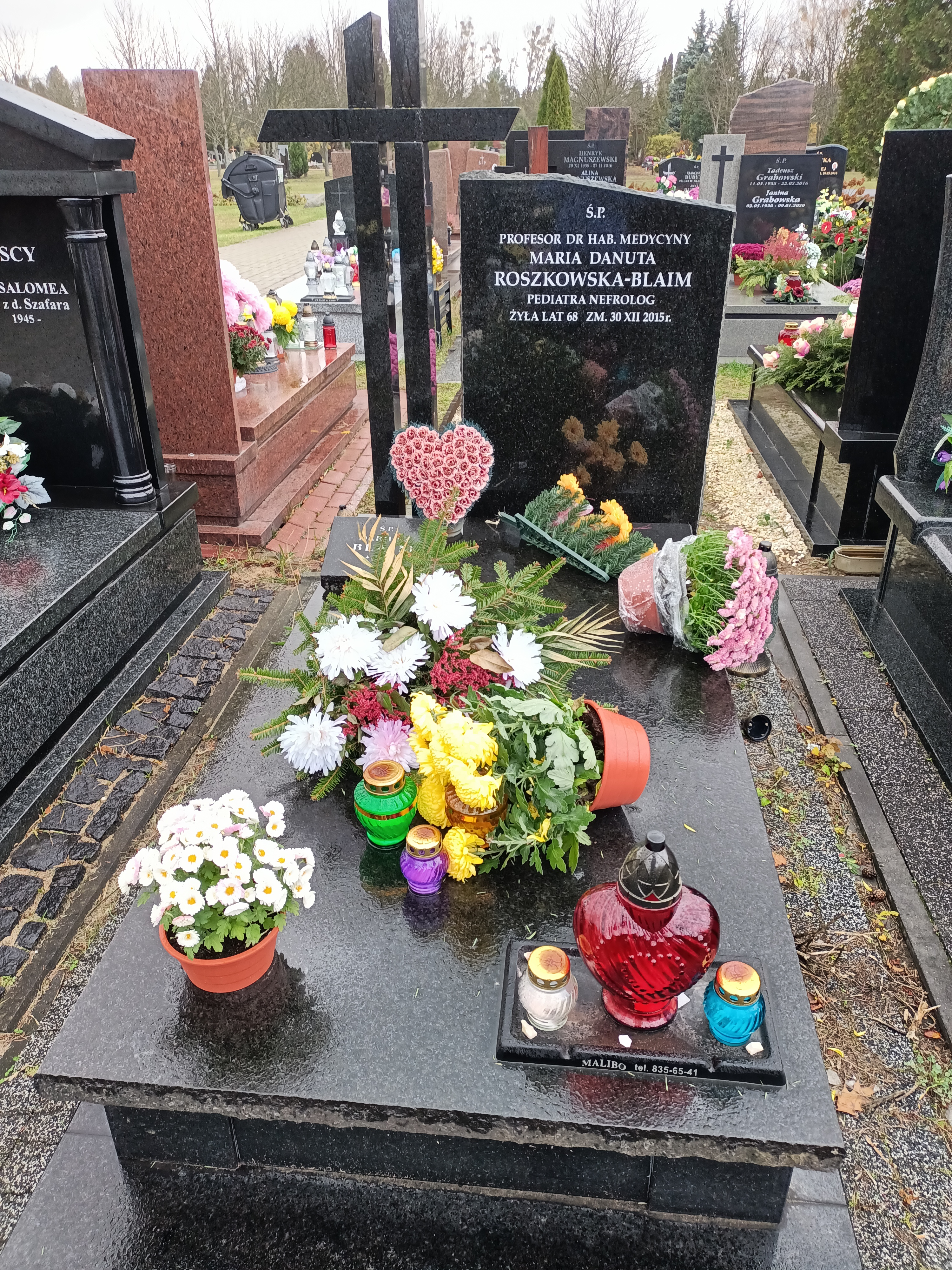
Grób prof. Marii Roszkowskiej-Blaim na Cmentarzu Północnym w Warszawie

Maria Danuta Roszkowska-Blaim (ur. 17 sierpnia 1947 w Środzie Wielkopolskiej, zm. 30 grudnia 2015 w Warszawie) – polska pediatra, profesor nauk medycznych, współtwórczyni polskiej nefrologii dziecięcej.

## Życiorys naukowy
W 1971 ukończyła studia na Wydziale Lekarskim warszawskiej Akademii Medycznej. W 1976 uzyskała specjalizację I stopnia z pediatrii i związała się wówczas naukowo z macierzystą uczelnią oraz z podlegającym jej Dziecięcym Szpitalem Klinicznym. Specjalizację II stopnia uzyskała w 1979, a od 1981 pracowała na stanowisku asystenta w Klinice Nefrologii. W 1984 przedstawiła rozprawę Ocena wydolności mięśnia sercowego metodą reografii impedancyjnej u dzieci z przewlekłą niewydolnością nerek i na jej podstawie uzyskała stopień doktora nauk medycznych. Od 1987 pracowała na stanowisku adiunkta-Kierownika Stacji Dializ. W 1998 przedstawiła pracę habilitacyjną Ocena stosowania erytropoetyny u dzieci z niewydolnością nerek i została kierownikiem Katedry i Kliniki Pediatrii i Nefrologii I Wydziału Lekarskiego Akademii Medycznej (obecnie Warszawski Uniwersytet Medyczny), zainicjowała powstanie Pracowni Badań Urodynamicznych, a także Pracowni Nadciśnieniowej. Pracownia została wyposażona w aparaty umożliwiające całodobowy pomiar ciśnienia tętniczego (ABPM). W 1999 uzyskała specjalizację z zakresu nefrologii. Dwa lata później została profesorem nadzwyczajnym, a w 2005 profesorem zwyczajnym WUM.
Opublikowała książkę "Nefrologia noworodka", ponadto 140 prac naukowych, 257 doniesień zjazdowych, jest autorką rozdziałów wielu książek dotyczących nefrologii i pediatrii.

## Członkostwo

### Krajowe
- Członek Rady Naukowej przy Instytucie Pomniku - Centrum Zdrowia Dziecka;
- Członek Senackich Komisji ds. Dydaktyki i ds. Szpitali Klinicznych;
- Członek Polskiego Towarzystwa Nefrologii Dziecięcej;
- Członek Polskiego Towarzystwa Pediatrycznego;
- Członek Komisji Bioetycznej przy Warszawskim Uniwersytecie Medycznym.

### Zagraniczne
- International Pediatric Nephrology Association;
- European Society for Paediatric Nephrology;
- European Dialysis and Transplantation Association;
- International Society Peritoneal Dialysis.

## Odznaczenia
- Złoty Krzyż Zasługi;
- Medal Komisji Edukacji Narodowej;
- Odznaka Honorowa „Za Zasługi dla Ochrony Zdrowia”.